# Angelo Moriondo

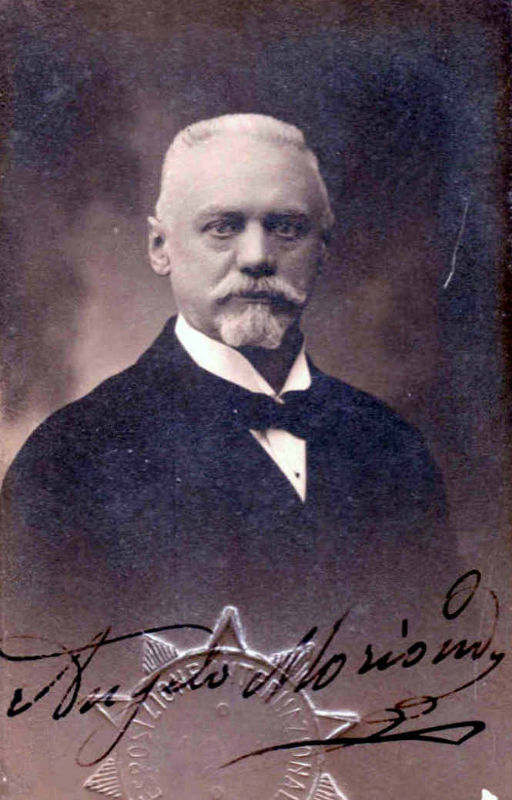
Angelo Moriondo

Angelo Moriondo (geboren am 6. Juni 1851 in Turin; gestorben am 31. Mai 1914 in Marentino) war ein italienischer Erfinder, der das erste bekannte Patent für eine Espressomaschine erhielt. Er gilt neben Luigi Bezzera als Erfinder der Espressomaschine.

## Leben
Moriondo stammte aus einer Unternehmerfamilie. Sein Großvater gründete eine Likörmanufaktur, die von seinem Vater Giacomo weitergeführt wurde, der später zusammen mit seinem Bruder Agostino und seinem Cousin Gariglio die bekannte Schokoladenfirma „Moriondo and Gariglio“ gründete. Angelo kaufte in Turin das Grand-Hotel Ligure im Stadtzentrum an der Piazza Carlo Felice und die American Bar in der Galleria Nazionale der Via Roma.
Moriondo präsentierte seine Erfindung 1884 auf der Generalausstellung im Parco del Valentino in Turin, wo sie mit der Bronzemedaille ausgezeichnet wurde. Das Patent wurde am 16. Mai 1884 für einen Zeitraum von sechs Jahren unter dem Titel “Nuovi apparecchi a vapore per la confezione economica ed istantanea del caffè in bevanda. Sistema A. Moriondo” (deutsch Neuer Dampfapparat für die wirtschaftliche und sofortige Herstellung von Kaffeegetränken – Methode ‚A. Moriondo‘) erteilt.

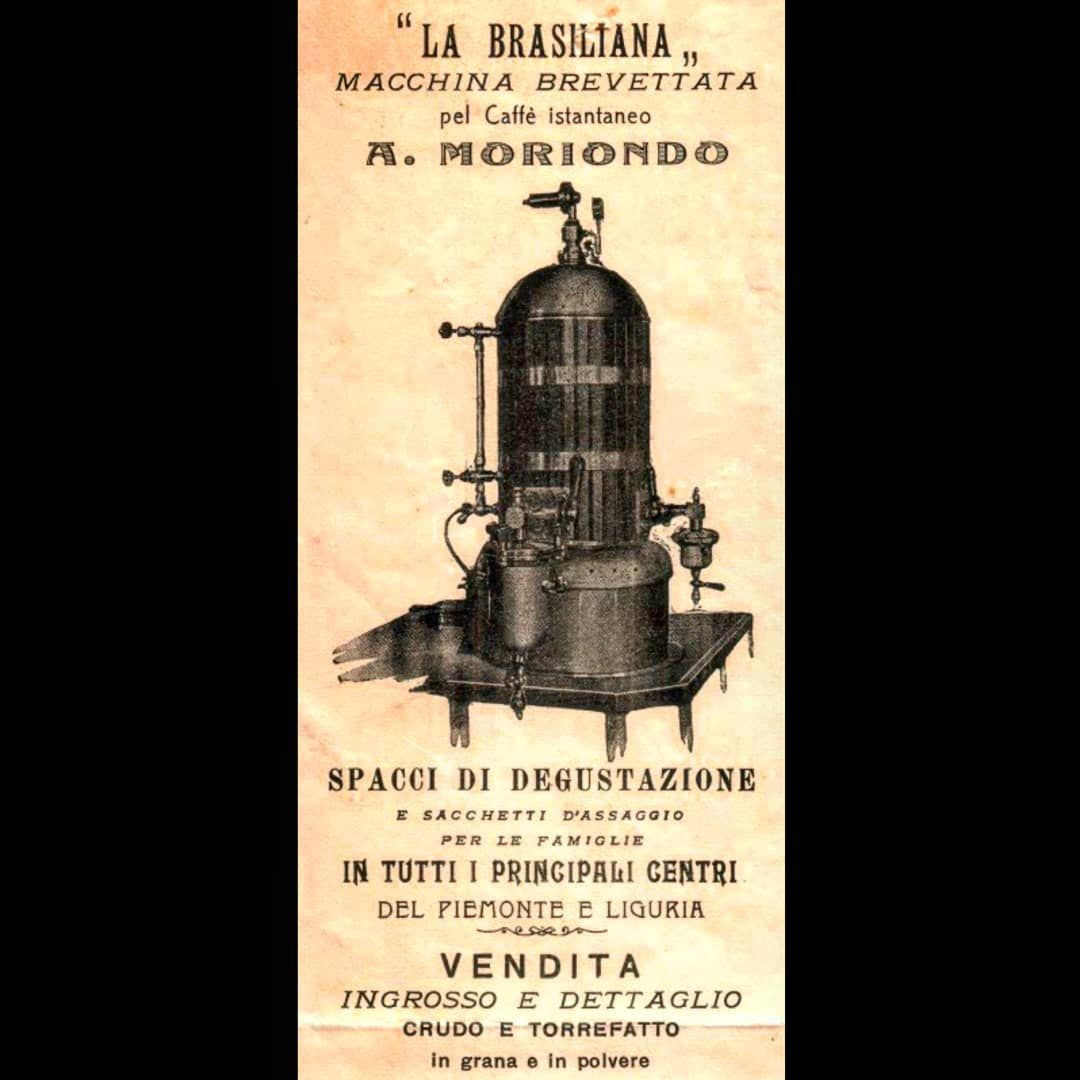
Werbeplakat für La Brasiliana

Ein weiteres Patent vom 20. November 1884, Band 34, Nr. 381, vervollständigte das erste. Die Erfindung wurde dann durch ein internationales Patent bestätigt, nachdem dies am 23. Oktober 1885 in Paris registriert worden war. In den folgenden Jahren fuhr Moriondo fort, seine Erfindung weiter zu verbessern, wobei jede Verbesserung patentiert wurde.
Moriondo hat die Erfindung jedoch nie zur Serienfertigung gebracht. Er beschränkte sich auf den Bau einiger handgefertigter Maschinen, die er ausschließlich in seinen Betrieben einsetzte und als La Brasiliana (dt. die Brasilianerin) bewarb, überzeugt, dass dies einen hinreichenden Vorteil darstelle.
Ian Bersten, ein Historiker, der die Geschichte des Kaffees erforscht, behauptet, der erste Forscher zu sein, der Moriondos Patent entdeckt habe. Bersten beschreibt das Gerät als „die erste italienische Barmaschine, die die Zufuhr von Dampf und Wasser getrennt durch den Kaffee steuerte“, und Moriondo sei „einer der frühesten Entdecker der Expresso-Maschine“.
Im Gegensatz zu Espressomaschinen, die sich später durchsetzten, brauten seine Maschinen jedoch nicht individuell für jeden Kunden, sondern größere Mengen, die später auf Tassen verteilt wurden. Erst die Erfindungen, die von Luigi Bezzera 1902 patentiert wurden, führten zu einer Espressomaschine, wie wir sie heute kennen.